# Mats Wenzel
Mats Wenzel (* 19. Dezember 2002) ist ein luxemburgischer Radrennfahrer, der vorrangig auf der Straße aktiv ist.

## Sportlicher Werdegang
Zum Anfang seiner Karriere breit aufgestellt, stand Wenzel im Nachwuchsbereich regelmäßig auf dem Podium der nationalen Meisterschaften auf der Straße, im Cyclocross und im Cross-Country. 2021 wurde er Mitglied im luxemburgischen UCI Continental Team Leopard Pro Cycling. Auch wenn er international ohne nennenswerte Ergebnisse blieb, wurde er in das fusionierte Leopard TOGT Pro Cycling übernommen. Bestes Ergebnis mit dem Team war ein vierter Etappenrang beim Circuit des Ardennes 2023, bei der heimischen Luxemburg-Rundfahrt gewann er die Bergwertung. 2023 und 2024 gewann er zu Jahresbeginn jeweils das U23-Klassement bei den luxemburgischen Cyclocross-Meisterschaften, 2023 kam er gar vor dem ersten Elite-Fahrer ins Ziel.
Nach Auflösung seines Teams wechselte Wenzel 2024 zum neu gegründeten Development-Team Lidl-Trek Future Racing. Bei den Vier-Länder-Meisterschaften 2024 belegte er gegen starke Konkurrenz den zweiten Platz. Neben den nationalen U23-Titeln im Einzelzeitfahren und Straßenrennen zeigte er sich als Neunter der Tour de l’Avenir sowie Vierter im U23-Straßenrennen der Europameisterschaften 2024.
Zur Saison 2025 erhielt Wenzel einen Profi-Vertrag beim spanischen UCI ProTeam Equipo Kern Pharma.

## Erfolge
2020
- Luxemburgischer Meister – Straßenrennen (Junioren)
- Luxemburgischer Meister – Cross-Country XCO (Junioren)
- Luxemburgischer Meister – Cyclocross (Junioren)

2021
- Luxemburgischer Meister – Cross-Country XCO (U23)

2023
- Luxemburgischer Meister – Cyclocross (U23)
- Bergwertung Luxemburg-Rundfahrt

2024
- Luxemburgischer Meister – Cyclocross (U23)
- Luxemburgischer Meister – Straßenrennen und Einzelzeitfahren (U23)